# پیلیومحافظه‌کاری
پِیْلیومحافظه‌کاری یا پَلیومحافظه‌کاری (به انگلیسی: Paleoconservatism) از فلسفه‌های سیاسی و گونه‌های محافظه‌کاری در ایالات متحده آمریکا است که بر اخلاقیات مسیحی، ملی‌گرایی آمریکایی، محافظه کاری قیم مآبانه، ناحیه‌گرایی و سنت گرایی تأکید می‌کند. دغدغه‌های پیلیومحافظه‌کاری با راست قدیم در مخالفت با نیو دیل در دهه‌های ۱۹۳۰ و ۱۹۴۰ و نیز با پالولیبرترینیسم همپوشانی دارد.
الفاظ نومحافظه‌کاری و پیلیومحافظه‌کاری در پی گسترش جنگ ویتنام و شکاف در محافظه‌کاری آمریکایی بین مداخله‌گرایی و انزواطلبی رایج شدند. آنها که حامی جنگ ویتنام بودند به نومحافظه‌کاران (مداخله گرایان) معروف شدند چرا که گسست قاطعی از ملی‌گرایی-انزواطلبی را از خود نشان دادند که سنت‌گرایان (انزواطلبان) تا آن زمان به آن پایبند مانده بودند.

## اصطلاح‌شناسی
پیشوند پیلیو از ریشه یونانی παλαιός, به معنای باستانی یا قدیمی گرفته شده. تا حدی مطایبه‌آمیز است و به این ادعای مدافعان پیلیومحافظه‌کاری اشاره دارد که سنت محافظه‌کار اصیلتر، و تاریخی تری را در برابر آنی که در نومحافظه‌کاری یافت می‌شود نمایندگی می‌کنند. پیروان پیلیومحافظه‌کاری خود را غالباً صرفاً پیلیو می‌خوانند.